# Generallandesarchiv Karlsruhe

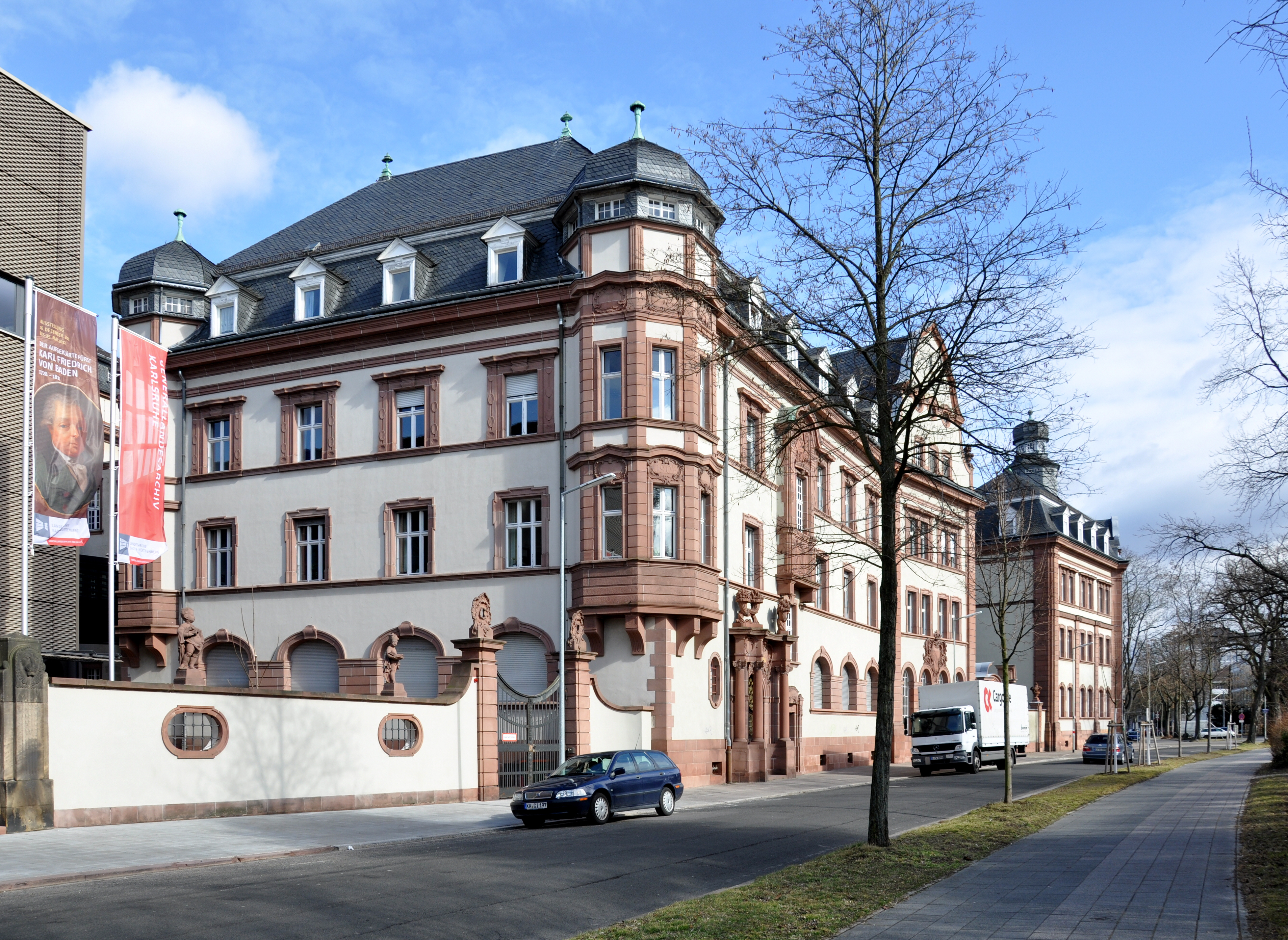
Historisches Gebäude des Generallandesarchivs Karlsruhe

Das Generallandesarchiv in Karlsruhe hat die Aufgabe, für den Regierungsbezirk Karlsruhe die dortigen Amtsarchive (Archivalien) vergangener Epochen zu sichern. Dies sind Gerichtsakten, Schriftgut der Landesbehörden, Urkunden, Archive von Klöstern und Ritterorden, Kirchenakten und Ähnliches. Hinzu kommen viele Adels- und Privatarchive, die in dem Generallandesarchiv verwahrt werden.
Das Badische Generallandesarchiv war das Hauptarchiv des einstigen Landes Baden und wurde 1803 gegründet. Das GLAK – wie die amtliche Abkürzung lautete – ist in seinem ursprünglichen Archivzweckbau an der Nördlichen Hildapromenade in Karlsruhe untergebracht.

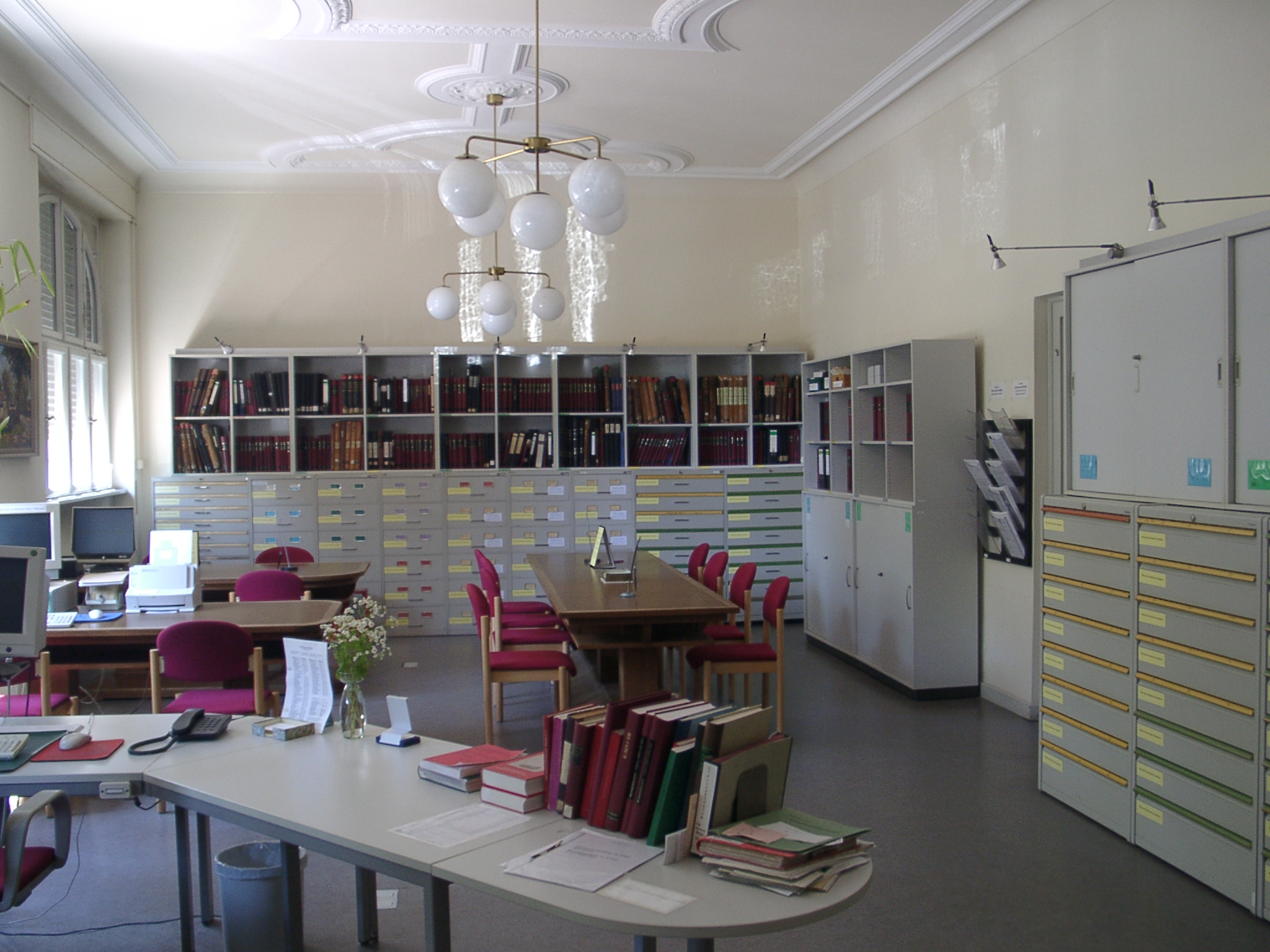
Repertoriensaal, bis 2011

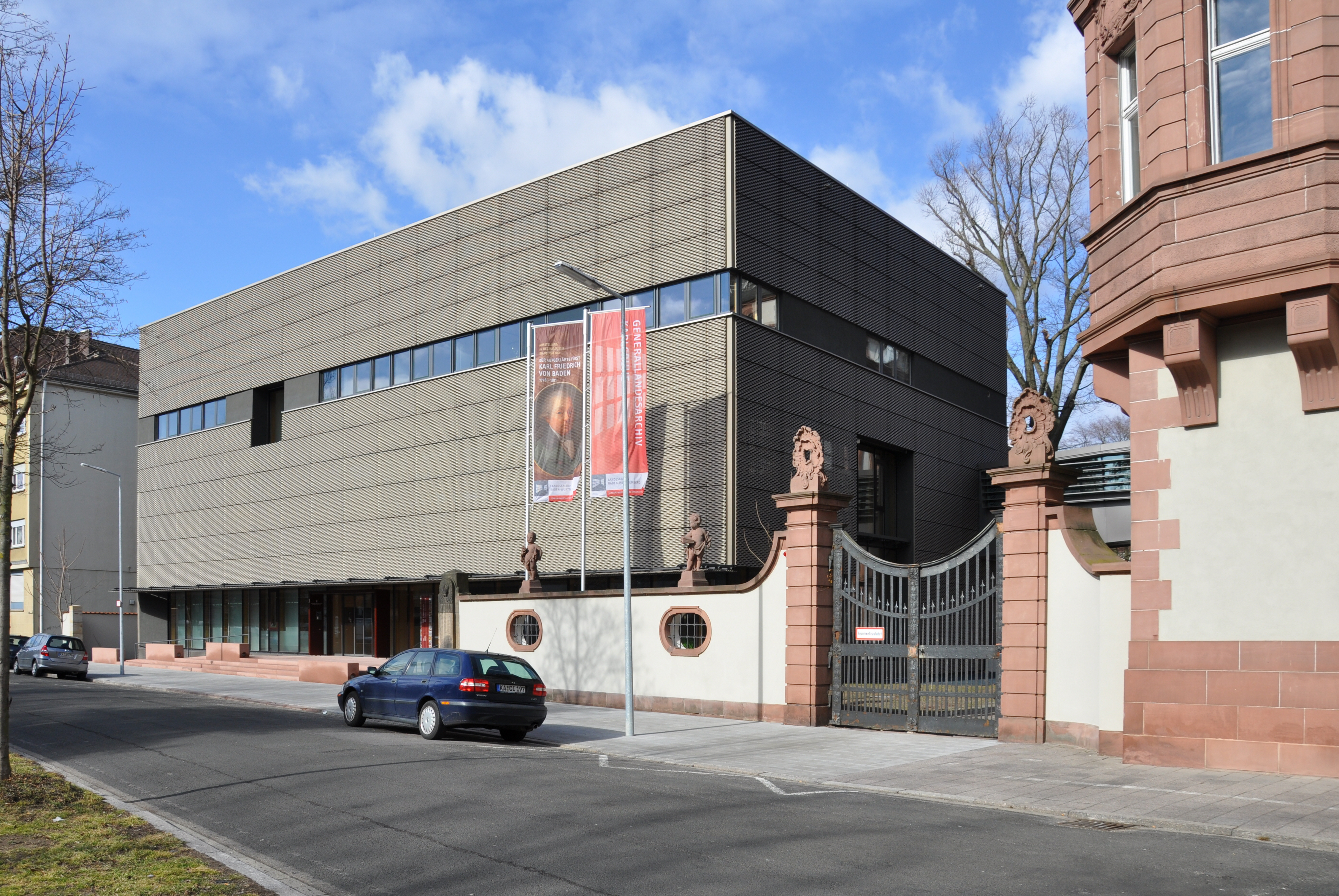
Erweiterungsbau, der seit 2011 die Besucherräume beherbergt

Das traditionsreiche Generallandesarchiv Karlsruhe ist heute zuständig für das Schriftgut der Landesbehörden und Gerichte im Regierungsbezirk Karlsruhe und die dort angesiedelten regionalen Bundesbehörden. Den historischen Kern dieser in einem 1905 fertiggestellten Zweckbau untergebrachten Abteilung aber bildet die Überlieferung der Markgrafen von Baden, der Kurpfalz und Vorderösterreich, die Archive der Bischöfe von Speyer und Konstanz, Teile der bischöflichen Archive aus Straßburg und Basel, Archive der Ritterorden und vor allem viele Archive aufgehobener Klöster wie Salem, Reichenau, St. Blasien, St. Peter auf dem Schwarzwald, Schwarzach oder Frauenalb. Aus diesen Klöstern stammen die meisten der rund 130.000 Urkunden.
Mit der Mediatisierung gelangten die Kantonsarchive der Reichsritterschaft und Teile der reichsstädtischen Archive hierher, ebenso Teile des kurpfälzischen Archivs und vorderösterreichische Archivalienüberlieferung. Von großer Bedeutung ist weiterhin die archivalische Überlieferung der obersten Verwaltungsebene des Großherzogtums Baden aus dem 19. und 20. Jahrhundert. Dazu zählen die Akten des badischen Landtags und der Ministerien, die Überlieferung der großherzoglichen Hofbehörden, aber auch des badischen Armeekorps im preußischen Heer sowie die Überlieferung der badischen Mittel- und Unterbehörden aus dem nordbadischen Raum als unerschöpflicher Fundus für die Regional- und Ortsforschung. Das Großherzogliche Familienarchiv befindet sich im Gebäude, ferner sind zahlreiche Adels- und Privatarchive hinterlegt, aber auch Nachlässe bedeutender Persönlichkeiten des öffentlichen Lebens. In den reichhaltigen Sammlungen finden sich Karten und Pläne ebenso wie Plakate, Bildnisse und Fotografien.
Das Generallandesarchiv Karlsruhe ist seit 2005 eine Abteilung des Landesarchivs Baden-Württemberg. 2011 wurde der Erweiterungsbau eröffnet.
Im Juli 2020 wurde eine Dokumentationsstelle Rechtsextremismus im Generallandesarchiv Karlsruhe durch das Land Baden-Württemberg eingerichtet, die auf eine Beschlussempfehlung des NSU-Untersuchungsausschusses im Landtag zurückgeht. Grundlagenmaterial der Arbeit ist eine Sammlung des Journalisten Anton Maegerle, der dem Generallandesarchiv 2500 Ordner zum Themenkomplex Rechtsextremismus, eine Vielzahl von Papieren und Zeitschriften sowie eine umfangreiche digitale Dokumentation übergeben hatte. Die Dokumentationsstelle publiziert vierteljährlich die Zeitschrift RECHTS.GESCHEHEN als Druck- und Online-Ausgabe. In ihr werden aktuelle Themen, historisch prägende Ereignisse und die Ergebnisse der systematischen Auswertung der Aktivitäten vom rechten Rand bis zu rechtsextremen Netzwerken veröffentlicht.

## Direktoren bzw. Leiter
- Franz Josef Mone 1838–1868
- Karl Roth von Schreckenstein 1868–1885
- Friedrich von Weech 1885–1905
- Karl Obser 1906–1924
- Karl Stenzel 1939–1945
- Franz Heidelberger 1946–1954
- Manfred Krebs 1954–1957
- Paul Zinsmaier 1957–1970
- Günther Haselier 1970–1973[2]
- Alfons Schäfer 1973–1975[3]
- Hans Georg Zier 1975–1986
- Hansmartin Schwarzmaier 1986–1997
- Volker Rödel 1997–2010
- Wolfgang Zimmermann 2010–2025
- Martin Stingl seit 2025

## Archivräte
- Karl Georg Dümge (1819/1822–1845)
- Ernst Julius Leichtlen (1815–1817)
- Josef Jakob Dambacher (1834–1867)
- Joseph Bader (1837–1872)
- Albert Krieger (1906–1927)
- Konrad Krimm (1995–2011, Abteilungs- bzw. Referatsleiter)